# Bourg de Rusar
le bourg de Rusar (tibétain : རུ་གསར, Wylie : ru gsar, THL : rusar ; translittération en chinois : 鲁沙尔镇 ; pinyin : lǔshā'ěr zhèn) est un bourg du xian de Huangzhong, dans la ville-préfecture de Xining, province du Qinghai en République populaire de Chine.

## Patrimoine
- Musée culturel tibétain du Qinghai (青海藏文化馆), comportant notamment le plus long Tangka du monde, inscrit au livre Guinness des records.
- Monastère de Ta'ersi, généralement appelé, monastère de Kumbum par erreur en occident, le kumbum étant un type de lieu religieux.
- Centre d'art du thangka Regong du bouddhisme tibétain (藏传佛教热贡唐卡艺术中心)